# Шафран, Арон Моисеевич
Арон Моисеевич Шафран (1902—неизвестно) — советский учёный-зоотехник и организатор науки, кандидат сельскохозяйственных наук. Заслуженный зоотехник РСФСР (1958). Герой Социалистического Труда (1950).

## Биография
Родился 17 апреля 1902 года в деревне Бурчак Брянской губернии в еврейской семье. 
В 1932 году окончил сельскохозяйственную школу. С 1932 по 1937 год проходил обучение в Ленинградском сельскохозяйственном институте, по окончании которого получил специализацию зоотехника. С 1937 по 1941 год работал в должности старшего  зоотехника Барабинского племенного рассадника Новосибирской области. 
С 1941 года после начала Великой Отечественной войны, был призван в ряды  Рабоче-Крестьянской Красной армии и направлен специалистом для отбора лошадей для нужд кавалерийских частей. С 1943 года участник Великой Отечественной войны после прохождения Красноярских курсов миномётчиков в составе 297-й отдельной разведывательной роты 222-й стрелковой дивизии 49-й армии — командир миномётного и пулемётного расчёта, позже был назначен санитарным инструктором. Воевал на Западном, 1-м и 2-м Белорусском фронтах, в бою получил ранение. За участие в войне и проявленные при этом мужество и героизм был награждён орденом Красной Звезды и медалью «За отвагу». 
С 1945 года после демобилизации из Советской армии был назначен главным зоотехником сельскохозяйственного отдела Ленинского района Московской области и работал на этой должности в течение восемнадцати лет до 1963 года. Под его руководством и при непосредственном участии Ленинский район в 1949 году  перевыполнил взятые на себя обязательства по плану прироста поголовья скота и птицы, по надою молока и по настригу шерсти. А. М. Шафран был постоянным участником Всесоюзной выставки достижений народного хозяйства (ВДНХ СССР), за свои достижения был удостоен трёх золотых медалей выставки . 
5 октября 1950 года Указом Президиума Верховного Совета СССР «за достижение высоких показателей в животноводстве в 1949 году при выполнении в целом по району, зооветучастку и пункту плана сдачи государству продуктов сельского хозяйства по обязательным поставкам, контрактации и натуроплаты за работы МТС» Арон Моисеевич Шафран был удостоен звания Героя Социалистического Труда с вручением Ордена Ленина и золотой медали «Серп и Молот».
30 января 1957 года Указом Президиума Верховного Совета СССР «за выдающиеся достижения в труде» Арон Моисеевич Шафран был награждён Орденом Трудового Красного Знамени.
В 1958 году Указом Президиума Верховного Совета РСФСР «за большие заслуги в области сельского хозяйства» Арон Моисеевич Шафран был удостоен почётного звания — Заслуженный зоотехник РСФСР.
С 1963 по 1970 год А. М. Шафран работал в должности  научного сотрудника Всесоюзного научно-исследовательского института экономики сельского хозяйства. 
С 1970 года после выхода на заслуженный отдых жил в Москве.

## Награды
- Медаль «Серп и Молот» (05.10.1950)
- Орден Ленина (05.10.1950)
- Орден Отечественной войны 1-й степени (11.03.1985[3])
- Орден Трудового Красного Знамени (30.01.1957)
- Орден Красной Звезды (05.02.1945)
- Медаль «За отвагу» (25.06.1944)
- Медаль «За взятие Берлина»
- Медаль «За освобождение Варшавы»
- Медаль «За победу над Германией в Великой Отечественной войне 1941—1945 гг.»
- Три золотые Медали ВДНХ

### Звание
- Заслуженный зоотехник РСФСР (1958)